# 辛氏蜥
辛氏蜥（學名：Gallotia simonyi），又名加那利島蜥蜴，是分佈在加那利群島耶羅島的一種蜥蜴。

## 分類
辛氏蜥共有兩個亞種：
- †耶羅島巨蜴（英语：Gallotia simonyi simonyi）（G. s. simonyi）- 滅絕(1930年代)
- G. s. machadoi。

以往辛氏蜥下還包括拉帕爾瑪巨蜥(Gallotia auaritae)及拉戈梅拉島巨蜥(Gallotia bravoana)為亞種。後者非常接近現存的群落，而其獨特性亦未全面接受。在耶羅島上發現的亞化石被編入史前的Gallotia goliath，但卻有指可能是屬於現存的物種，但在特內里費島發現的卻有所不同。

## 保育狀況
辛氏蜥的指名亞種耶羅島巨蜴於1930年代從Roque Chico de Salmor上消失，主要原因是被捕獵、受野生的貓科及銀鷗的掠食。自牠們的消失，一般都認為該物種已經滅絕。於1974年，德國爬蟲學家Werner Bings在耶羅島發現生存的群落。這個群落被確認為另一亞種，即G. s. machadoi。
現時估計G. s. machadoi只有約300-400隻，故被世界自然保護聯盟列為極危，且受到《瀕危野生動植物種國際貿易公約》附錄一的保護。

## 外部連結
- ARKive